# Internacional Camponesa

Logotipo do papel timbrado de 1924 usado pela Krestintern (Internacional Camponesa Vermelha, afiliada à Internacional Comunista).

A Internacional Camponesa, cconhecida mais frequentemente pela abreviação russa Krestintern, foi uma organização camponesa internacional formada pela Internacional Comunista em outubro de 1923. A organização procurou alcançar relações de frente única com os partidos camponeses radicais da Europa oriental e na Ásia, sem sucesso duradouro. Depois de não avançar com grandes iniciativas na Bulgária, Na Jugoslávia e na China na década de 1920, a organização fez uma pausa no final da década. A chamada Internacional Camponesa Vermelha foi formalmente dissolvido em 1939.

## Contexto
A ideia de uma Internacional Camponesa Vermelha é comumente atribuída ao comunista polonês Tomasz Dąbal, um ex-membro do Partido Camponês Polonês e representante eleito no parlamento polonês. Em 19 de junho de 1923, ele publicou um artigo no jornal do Partido Comunista Soviético, Pravda, observando um aumento na popularidade dos partidos políticos camponeses, particularmente na Europa Oriental, e argumentando que essas organizações poderiam fornecer terra fértil para a semeadura das idéias comunistas entre os camponeses. Tomasz Dąbal sugeriu que a Internacional Comunista deveria formar tal organização para facilitar o estabelecimento de atividades políticas de frente única entre os partidos comunistas e camponeses na Europa.
El Comintern ya había establecido organizaciones similares para el movimiento juvenil radical y el movimiento sindical —la Internacional Comunista Joven (KIM) y la Internacional Roja de Sindicatos Laborales (Profintern), respectivamente— y la idea de que se establezca un internacional radical para los campesinos bajo los auspicios de Comintern. Con la nueva política económica pro-campesina en pleno apogeo en la Rusia soviética, la idea de la organización internacional de campesinos rápidamente ganó tracción institucional.

## Estabelecimento da organização
A Internacional Camponesa Vermelha foi criada em um congresso realizado em Moscou de 10 a 16 de outubro de 1923. A reunião contou com a presença de 158 delegados, de 40 países, com a maioria dos participantes representando países do Leste Europeu. e na Ásia. Esta reunião estabeleceu um órgão de governo comparável ao Comitê Executivo da Internacional Comunista, conhecido como Conselho Internacional de Camponeses. Duas importantes sessões plenárias do Conselho Internacional de Camponeses foram realizadas: a primeira em outubro de 1923 e a segunda em novembro de 1927.
O chefe formal da nova organização na época de sua formação era A. P. Smirnov, embora Dąbal surgisse como o principal porta-voz público da organização. Smirnov permaneceu em seu lugar como chefe da organização até 1928.
Em 1928, Smirnov foi substituído como o principal oficial da Internacional Camponesa pelo comunista búlgaro Vasil Kolarov, há muito uma figura importante na Internacional Comunista. Kolarov serviu como presidente de um novo corpo diretivo para a organização conhecida como Comitê Executivo do Krestintern.

## Atividades
O Krestintern inicialmente procurou construir uma causa comum com a União dos Camponeses da Bulgária, uma organização fundada no exílio na Iugoslávia por dois ex-ministros do governo de Alexander Stamboliski após sua derrubada por um golpe militar em junho de 1923. Um desses ministros, K. Todorov, viajou a Moscou no início de janeiro de 1924, onde conduziu negociações com Georgi Dimitrov e Vasili Kolarov para uma ação conjunta entre sua organização e o Partido Comunista Búlgaro para a derrubada do regime recém-imposto de Alexander Tsankov. Os comunistas búlgaros tentaram, sem sucesso, fazer com que Todorov alinhasse sua organização com o recém-estabelecido Krestintern; Por sua vez, Todorov tentou obter dinheiro e armas para usar contra o governo Tsankov. A Internacional Comunista contribuiu com algum dinheiro, mas nem a União dos Camponeses foi integrada ao Krestintern e não houve mudança de regime na Bulgária.
O Krestintern falhou amplamente em sua tarefa de reunir e mobilizar partidos políticos camponeses não comunistas para promover os objetivos comunistas e só conseguiu atrair um pequeno número de pequenos grupos de facções, muitos deles frequentemente criações artificiais dos próprios partidos comunistas nacionais. A única exceção a essa regra foi a breve e nominal filiação ao Partido Camponês do Povo Croata liderado por Stjepan Radić em 1924 após uma visita a Moscou. Essa adesão teve, na opinião do historiador EH Carr, menos a ver com o comunismo do que com as aspirações nacionais das comunidades étnicas não sérvias da Iugoslávia.
As relações estreitas entre a organização de Radić e os soviéticos levaram ao banimento do Partido Republicano Camponês da Croácia e sua publicação oficial, a revista Radnik (O Trabalhador), foi oficialmente banida em 12 de julho de 1924. O jornal continuou a ser publicado ilegalmente por um curto período, antes de ser encerrado no final de setembro. Radić foi preso poucos meses após seu retorno à Iugoslávia e o Comitê Central do agora banido Partido Camponês foi rápido em renunciar à sua decisão aparentemente precipitada de se filiar a Moscou. Em vez de apoiar a posição política de sua organização, o flerte de Radić com a Internacional Camponesa Vermelha parecia ter ido longe para causar sua morte. Quatro meses após sua libertação da prisão em julho de 1925, Radić e seu partido endossaram a monarquia e a constituição iugoslava e se juntaram ao governo. O Partido Comunista da Iugoslávia foi deixado para amaldiçoar Radić por ter feito uma "capitulação vergonhosa". A estratégia de "frente única" do Krestintern fracassou.
O Krestintern publicou um órgão oficial chamado The Peasant International para divulgar suas opiniões políticas. A revista foi lançada em abril de 1924 e incluía artigos do comunista japonês Sen Katayama e Nguyễn Ái Quốc (Ho Chi Minh) do Vietnã, enfatizando o objetivo da nova Internacional de construir o movimento agrário radical da Ásia, além de seus plano de construir pontes com os partidos camponeses do Leste Europeu.
Em 1926, o Krestintern tentou ajudar a negociar relações de cooperação entre o Partido Comunista da China e o Kuomintang liderado por Chiang Kai-shek. O presidium do Conselho Internacional de Camponeses, a mais alta direção da Internacional Camponesa, emitiu uma carta aberta ao Kuomintang e sua seção camponesa no final de abril daquele ano, expressando suprema confiança nessa organização como "o centro que concentra, une e organiza todas as forças revolucionárias contra a pressão dos reacionários e imperialistas". Chiang aproveitou essa relação com a ajuda soviética e uma lista de membros do Partido Comunista, recursos que mais tarde foram usados em um esforço formidável e parcialmente bem-sucedido para eliminar o Partido Comunista da China  no massacre de Xangai de 1927.
As atividades do Krestintern na China mais uma vez se mostraram ineficazes na promoção dos interesses políticos da Internacional Comunista. Também em 1926 o Krestintern estabeleceu um centro de pesquisa em Moscou para o estudo dos problemas agrários e a publicação de livros sobre esses assuntos, conhecido como Instituto Agrário Internacional. Esta subdivisão da Internacional Camponesa na verdade continuou a existir por vários anos após o fim de sua organização-mãe, publicando livros até 1942, quando a invasão alemã na Segunda Guerra Mundial forçou seu fim.

## Anos posteriores e dissolução
O período de moderação pró-camponesa exemplificado pela Nova Política Econômica chegou a um fim abrupto em 1928, marcado por um retorno à requisição forçada na tentativa de aliviar a Crise de Grãos de 1928. Sérios esforços para avançar uma frente única com o campesinato por meio a Internacional Camponesa Vermelha parece ter sido abandonada neste momento, embora a organização tenha permanecido nominalmente funcional por quase uma década depois.
Em 1930, uma nova organização agrária apoiada pelos comunistas chamada Comitê Camponês Europeu foi lançada em Berlim. Como foi o caso da Internacional Camponesa, este grupo provou ser um fracasso em seu projeto de atrair camponeses e organizações camponesas para a bandeira comunista. A cruel brutalidade da coletivização forçada, seguida pelo colapso agrário e uma fome massiva em 1932-33, essencialmente acabou com qualquer chance de um restabelecimento da chamada smychka entre o movimento comunista de orientação urbana e o campesinato nos anos seguintes.

## Organizações afiliadas
- Partido dos Camponeses do Povo Croata (afiliado de 1924 a 1925)
- Comitê Irlandês de Agricultores Trabalhadores
- Ligas Camponesas Mexicanas (filiadas em 1923)
- Confederação Camponesa das Filipinas (afiliada em 1929)
- Associação de camponeses chineses